# O Veneno Está na Mesa
O Veneno Está na Mesa é um documentário dirigido por Silvio Tendler. Foi lançado originalmente em julho de 2011, com 50 min. Em abril de 2014 surgiu uma continuação com 70 min. As duas obras integram, juntamente com o documentário "Agricultura Tamanho Família", uma "Trilogia da Terra". O tema dos dois primeiros documentários da trilogia é a utilização de agrotóxicos no Brasil

## Prêmios
- Festival Internacional de Cinema e Vídeo Ambiental (2015)

Melhor Longa - Troféu Carmo Bernardes